# Pierre Excoffier
Pierre Excoffier est un ingénieur du son français.
Il a gagné un César du meilleur son en 2010. Il est aussi professeur à la Fémis.

## Filmographie
Sauf indication contraire, les informations mentionnées dans cette section peuvent être confirmées par les bases de données cinématographiques IMDb et Allociné,  présentes dans la section « Liens externes ».

### Son
- 1982 : Family Rock
- 1983 : Le Bourreau des cœurs
- 1984 : Vive les femmes
- 1984 : Ca n'arrive qu'à moi
- 1986 : Je hais les acteurs
- 1986 : 37°2 le matin
- 1986 : Le Môme
- 1987 : L'été en pente douce
- 1989 : Roselyne et les lions
- 1993 : Justinien trouvé ou le bâtard de Dieu
- 1994 : Léon
- 1995 : La Cité des enfants perdus
- 1996 : Un samedi sur la Terre
- 1996 : Fred
- 1997 : Héroïnes
- 1998 : Serial Lover
- 1998 : Train de vie
- 1998 : En plein cœur
- 1999 : Ma petite entreprise
- 1999 : Taxi 2
- 2000 : 15 août
- 2000 : The Dancer
- 2002 : Aram de Robert Kechichian
- 2002 : Astérix et Obélix : Mission Cléopâtre
- 2003 : Filles uniques
- 2003 : Les Côtelettes
- 2004 : RRRrrrr!!!
- 2004 : Zim & Co
- 2006 : Cabaret Paradis
- 2005 : Je vais bien ne t'en fais pas
- 2005 : L'Empire des loups
- 2005 : Combien tu m'aimes?
- 2006 : Je crois que je l'aime
- 2007 : Ce soir je dors chez toi
- 2008 : La Très très grande entreprise
- 2009 : Le Concert
- 2009 : L'Homme qui voulait vivre sa vie
- 2009 : Ensembles c'est trop
- 2010 : Il reste du jambon ?
- 2012 : Sur la piste du Marsupilami
- 2012 : Né quelque part
- 2013 : Fastlife
- 2013 : Papa was not a rolling stone
- 2013 : Duo d'escrocs
- 2014 : Jamais de la vie
- 2014 : Lolo
- 2015 : La Vache
- 2016 : Hibou
- 2016 : Sous le même toit
- 2016 : Les Hommes du feu
- 2017 : Santa & cie
- 2019 : Jusqu'ici tout va bien
- 2020 : Une belle équipe
- 2021 : Haute Couture

### Autres
- 2000 : Ouvertures faciles  (court métrage) - réalisation (coréalisé avec François Hernandez)
- 2003 : Art total (court métrage) - réalisation (coréalisé avec Gwenn Pacotte), scénario et photographie
- 2003 : Perles à rebours (court métrage) - réalisation (coréalisé avec François Hernandez), scénario, photographie et montage

## Distinctions
Sauf indication contraire, les informations mentionnées dans cette section peuvent être confirmées par les bases de données cinématographiques IMDb et Allociné,  présentes dans la section « Liens externes ».

### Récompenses
- Festival international du film de comédie de l'Alpe d'Huez 2004 : mention spéciale pour Perles à rebours
- César 2010 : meilleur son pour Le Concert

### Nominations
- César 1995 : meilleur son pour Léon